# Pasi Kauppinen
Pasi Kauppinen (Kokkola, 19 de agosto de 1978) é um baixista finlandês, mais conhecido como baixista da banda de power metal Sonata Arctica. Ele também é baixista do Winterborn, Silent Voices e do projeto Klingenberg Syndrome. Além de ser baixista, ele também é co-proprietário do Studio 57 em Kronoby, Finlândia, onde trabalha como produtor e engenheiro de estúdio.

## Discografia

### Sonata Arctica
- Pariah's Child (2014)
- The Ninth Hour (2016)
- Talviyö (2019)

### Klingenberg Syndrome
- ...and the Weird Turned Pro (2012)
- Whiskey Tango Foxtrot (2017)

### Winterborn
- Cold Reality (2006)
- Farewell to Saints (2008)